# 제7회 전국동시지방선거 제주특별자치도
이 문서는 제7회 전국동시지방선거 제주특별자치도 지역 투·개표 결과이다.

## 개표 결과

### 제주특별자치도지사
|  | 40.02% |

|  | 3.26% |

|  | 1.46% |

|  | 3.54% |

|  | 51.73% |

### 제주특별자치도교육감
|  | 48.79% |

|  | 51.21% |

## 같이 보기
- 제7회 전국동시지방선거